# São Pedro (Lourosa, Oliveira do Hospital)

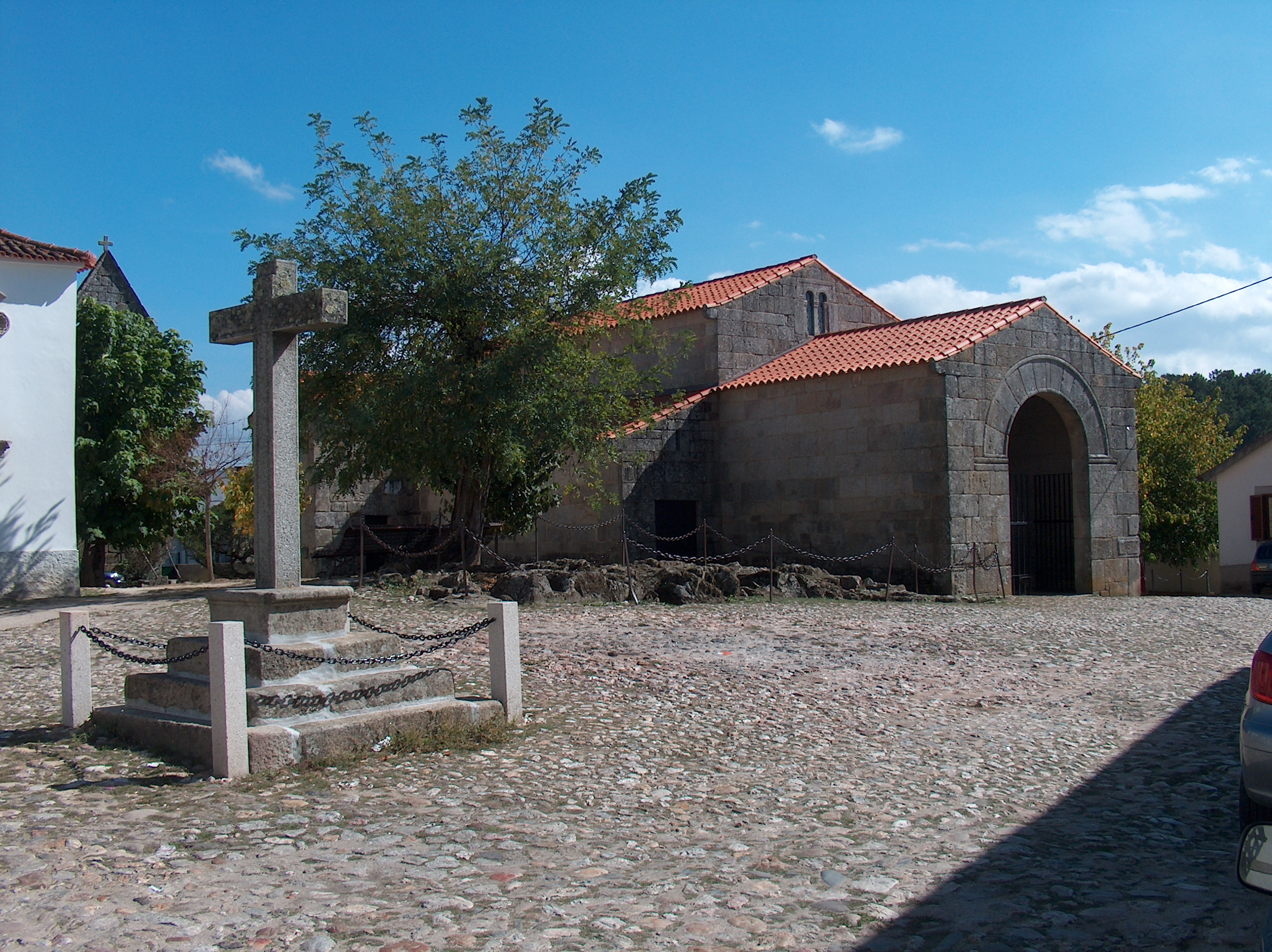
São Pedro de Lourosa

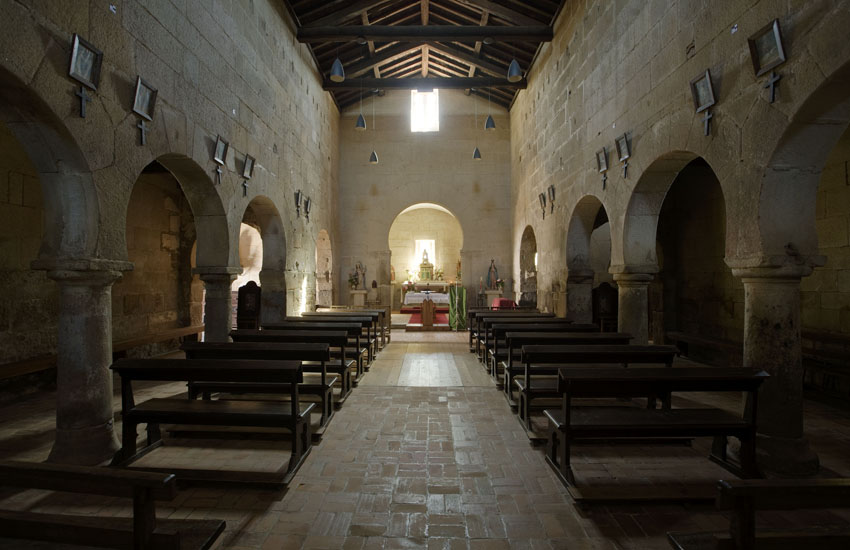
Innenansicht von São Pedro de Lourosa

Die Kirche São Pedro (auch: Igreja Matriz de Lourosa, oder: Igreja Moçárabe de São Pedro de Lourosa genannt) liegt in der portugiesischen Gemeinde Lourosa, etwa sieben Kilometer südwestlich der Stadt Oliveira do Hospital. Sie hat kunstgeschichtliche Bedeutung als eine der ältesten Kirchen und einziges erwiesen mozarabisches Gebäude in Portugal.
Der Quaderbau befindet sich am Westrand der historischen Ortslage und ist 25,5 m lang. Jenseits eines großen mittigen Vorraumes im Westen liegt eine dreischiffige Säulenarkadenbasilika mit Pseudotransept (Scheinquerhaus). Von ihm aus sind im Osten drei nebeneinander liegende Räume zugänglich. Nur der Altarraum in der Mitte gehört zum Originalkonzept. Vor dem Pseudotransept verlief im Mittelschiff einst eine Querschranke, welche für eine strikte Abtrennung des Chors sorgte.
Am Westende des Nordschiffes liegt ein Becken ungeklärter Funktion im Boden, das sich unmittelbar hinter einer Eingangstür befindet. Ein Zulauf führt von der Türschwelle zum Becken, der Abfluss dagegen führt ins Kircheninnere. Ein Taufbecken wäre sicher mit glatten Steinplatten verkleidet gewesen. Gegen ein Baptisterium spricht vor allem das Fehlen einer räumlichen Trennung vom Laienraum. Eine in den Boden eingelassene Piscina würde auf Erwachsenentaufe deuten, die, anders als die spätere Kindstaufe im Becken auf hohem Standfuß, in einem separaten Raum vorgenommen wurde. Als eine andere Erklärung erscheint das Vorhandensein des kleinen Beckens schon vor dem Bau der Kirche. Man hätte es bei deren Errichtung berücksichtigt, wenn es zu einem alten, verehrten Heiligtum gehörte. Beispiele der Respektierung paganer Kultmale in Kirchen – häufig sind es Quellen – tauchen bis in die Romantik und später auf.
Spoliensäulen mit toskanischen Kapitellen tragen die Hufeisenbögen zwischen den Schiffen. Sie geben dem fast schmucklosen Denkmal sein Gepräge und weisen es dem frühen Mittelalter zu. Die verhaltene Prononcierung sowie die Quadertechnik scheinen in die westgotische Periode zu gehören. Eine Bauinschrift im Vestibül lautet jedoch gemäß der Spanischen Ära: era DCCCCL (ergibt 912 n. Chr.) Zu jener Zeit befand sich Lourosa im Grenzbereich zwischen dem islamischen Emirat von Córdoba und dem Königreich Asturien, das im Jahre 878 Coimbra eingenommen hatte. Der Quaderbau kam nach der Westgotenzeit nicht generell außer Gebrauch, sondern konnte sich ausweislich einiger Beispiele auch im asturischen Gebiet halten. Ein vom römischen Altar zum christlichen Altarpfeiler umgestalteter Block trägt das im 9. Jahrhundert als asturisches Emblem geschaffene Engelskreuz.
Als Bogenform begegnet im Westgiebel das stärker überzogene Hufeisen, und zwar in charakteristischer Verdoppelung mit einem Alfiz genannten Rechteckrahmen. Hier zeigt sich der Einfluss der islamischen Kunst, der in der ersten Hälfte des 10. Jahrhunderts seinen ästhetischen Höhepunkt in den mozarabischen Kirchen in Nordspanien fand. Der den Mauren zugeschriebene Hufeisenbogen taucht bereits in der westgotischen Architektur auf. Er wurde von den Mauren aufgenommen und gelangte mit den Mozarabern in einer orientalisierten Form in den Norden, während in der Architektur Asturiens die westgotische Form des Hufeisenbogens in der Präromanik fortlebt. Diese historische Situation spiegelt die Igreja de São Pedro de Lourosa wider.

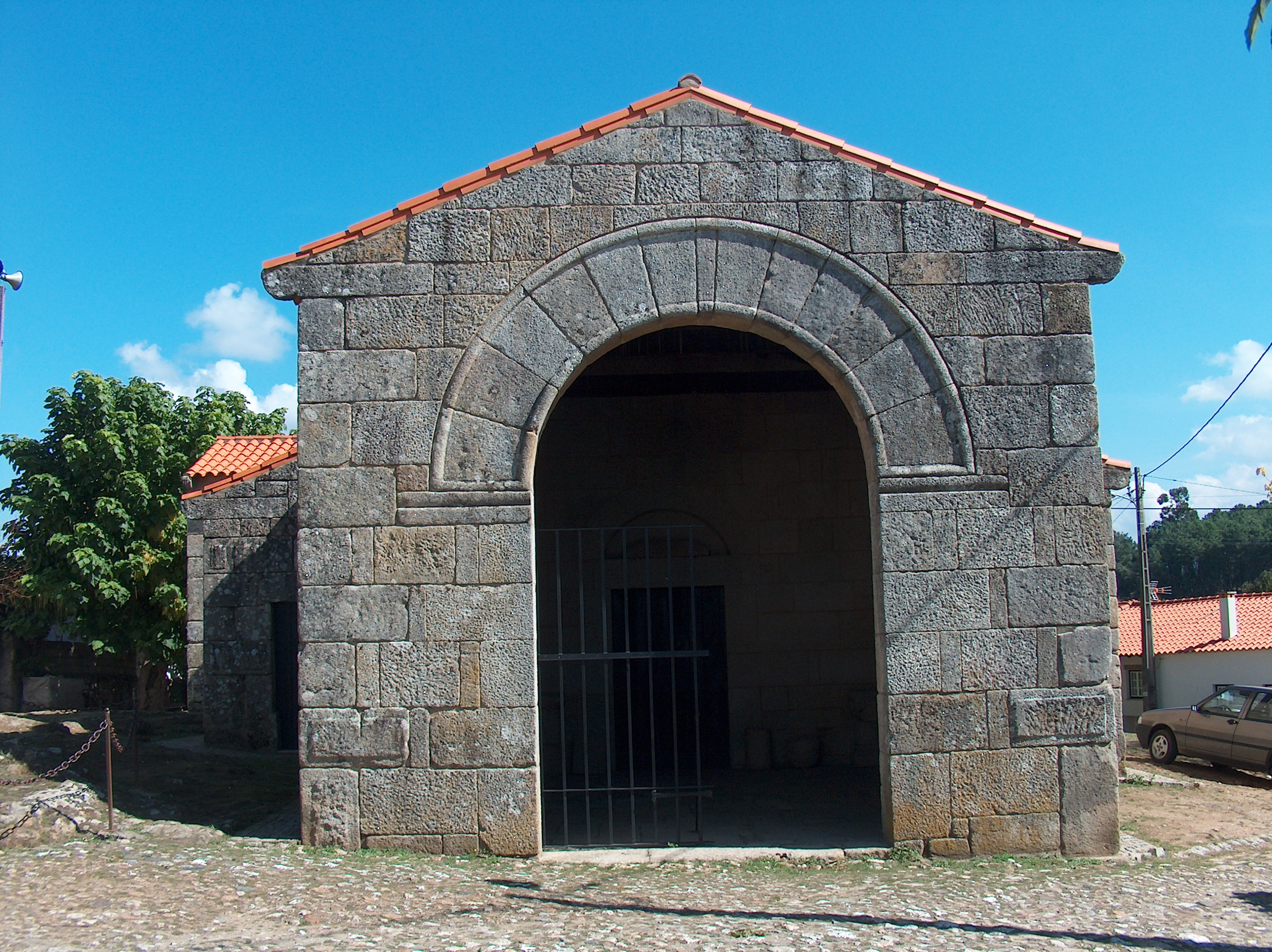
Hauptportal von São Pedro de Lourosa
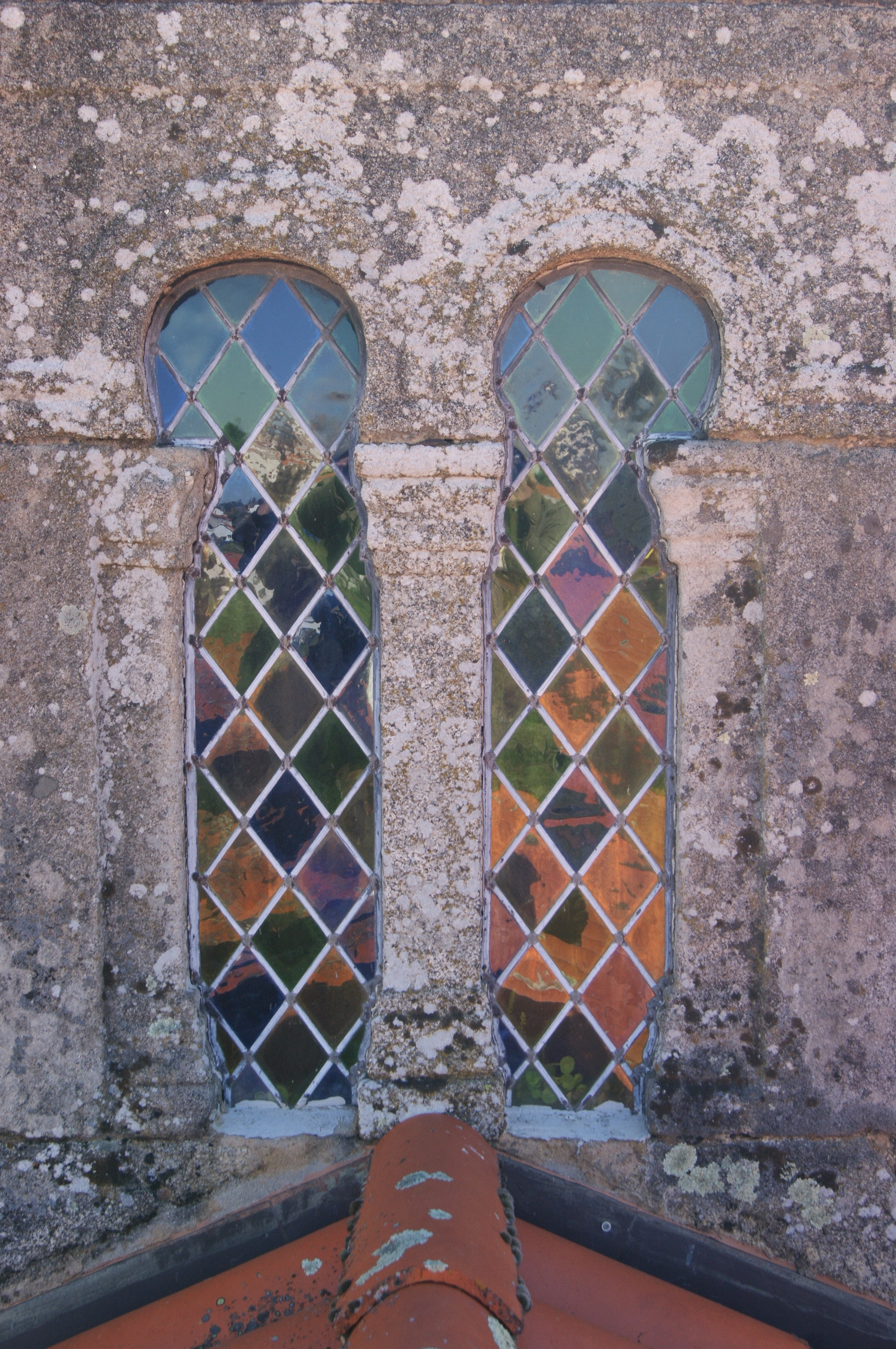
Mozarabisches Fenster (ajimez)
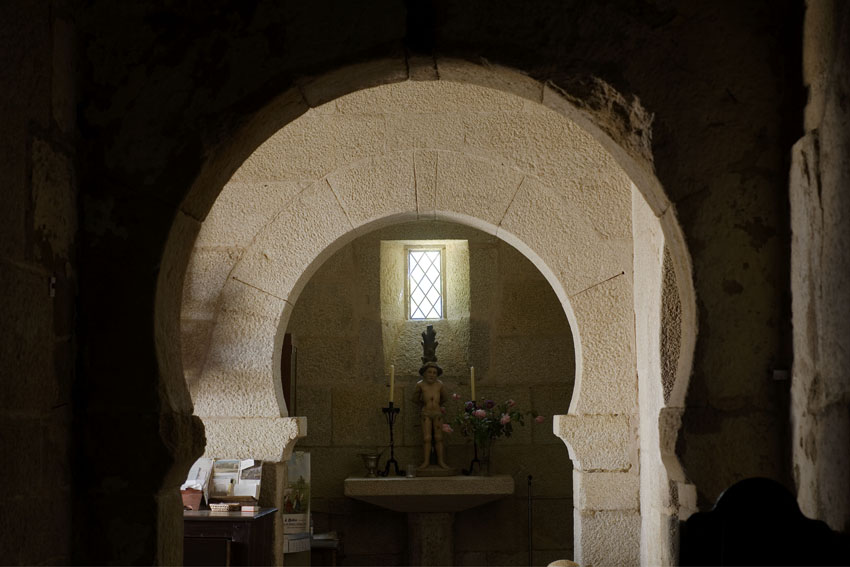
Hufeisenbögen
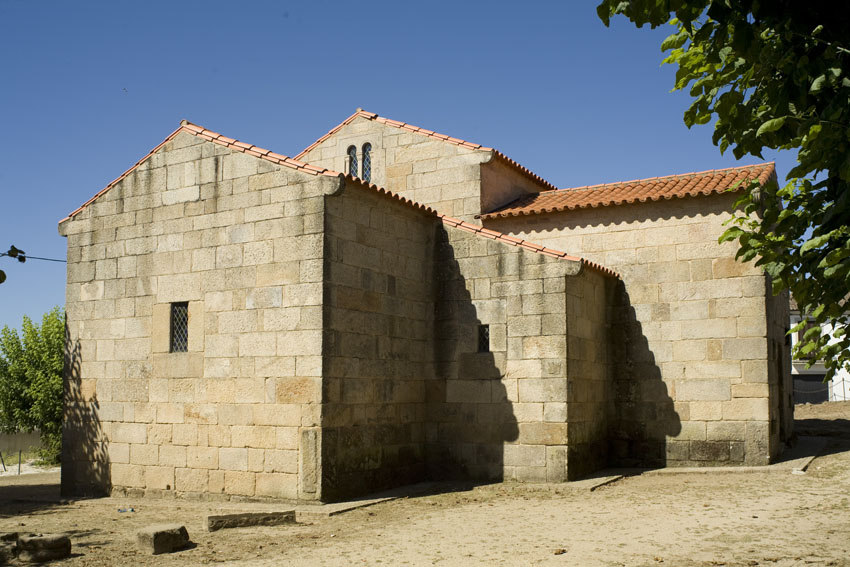
Außenansicht
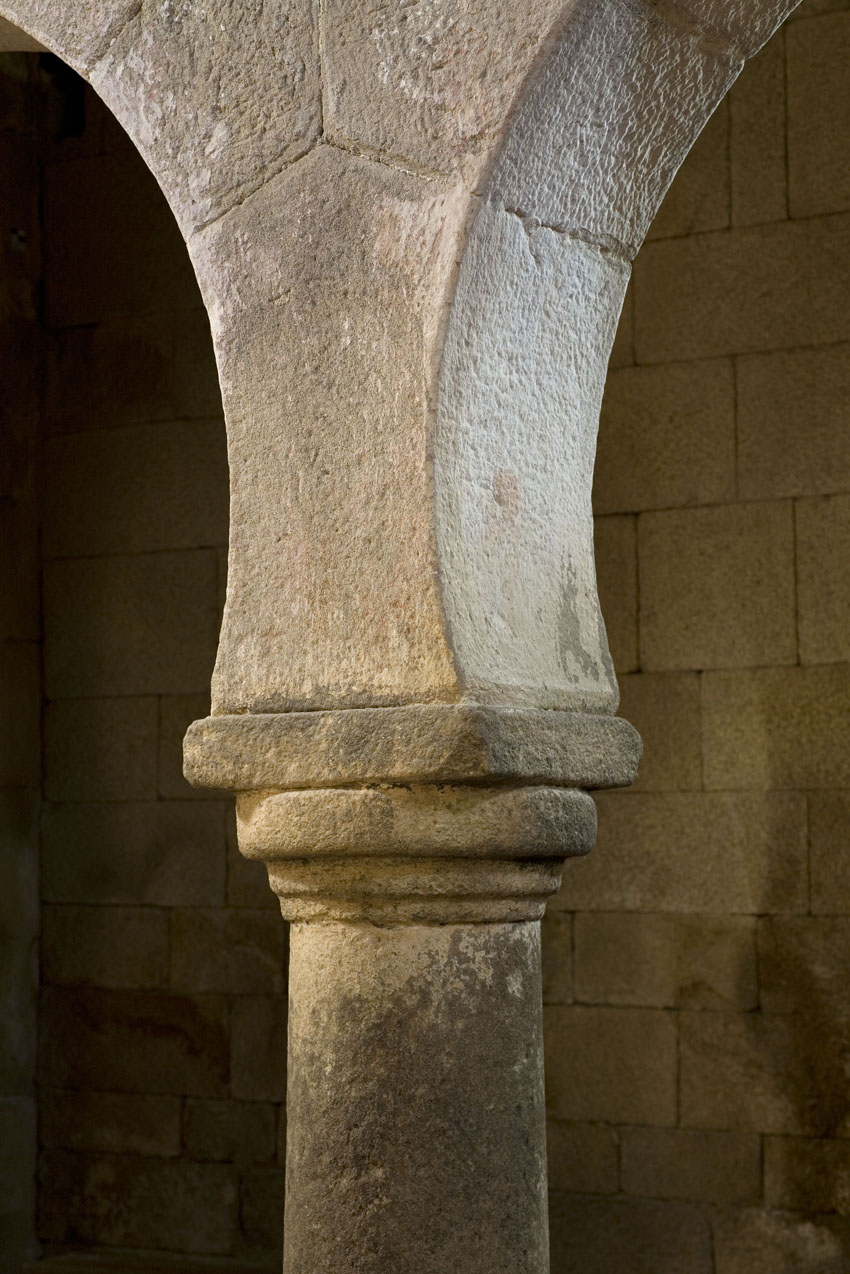
Säule und Kapitell